# Nivelliomorpha inequalithorax
Nivelliomorpha inequalithorax là một loài bọ cánh cứng trong họ Cerambycidae.